# Jan Czerkawski
Jan Czerkawski (ur. 24 czerwca 1939 w Kaliszu, zm. 11 stycznia 2007) – polski historyk filozofii, profesor Katolickiego Uniwersytetu Lubelskiego, członek Komitetu Nauk Filozoficznych PAN, oraz członek Komitetu Redakcyjnego „Roczników Filozoficznych”. Autor blisko 80 prac naukowych.

## Życiorys
Pochodził z niezamożnej rodziny robotniczej, miał troje rodzeństwa. W latach 1959–1964 studiował na Wydziale Filozoficznym KUL-u, gdzie później został asystentem w Katedrze Historii Filozofii Średniowiecznej i Nowożytnej. W 1968 obronił doktorat i został  adiunktem. Habilitował się w 1975, a w latach 1976–1991 był docentem Katedry Historii Filozofii Średniowiecznej i Nowożytnej, piastując również funkcję kierownika. W latach 1980–1983 był prodziekanem Wydziału Filozofii KUL, a od 1980 kierował Zakładem Historii Filozofii tegoż uniwersytetu. Od 1991 był profesorem nadzwyczajnym, a od 1998 zwyczajnym w dziedzinie historii filozofii.
W 2000 odznaczony Krzyżem Kawalerskim Orderu Odrodzenia Polski.
Według Macieja Sobieraja  był tajnym współpracownikiem SB jako TW „Augustyn” i TW „Michał”. 

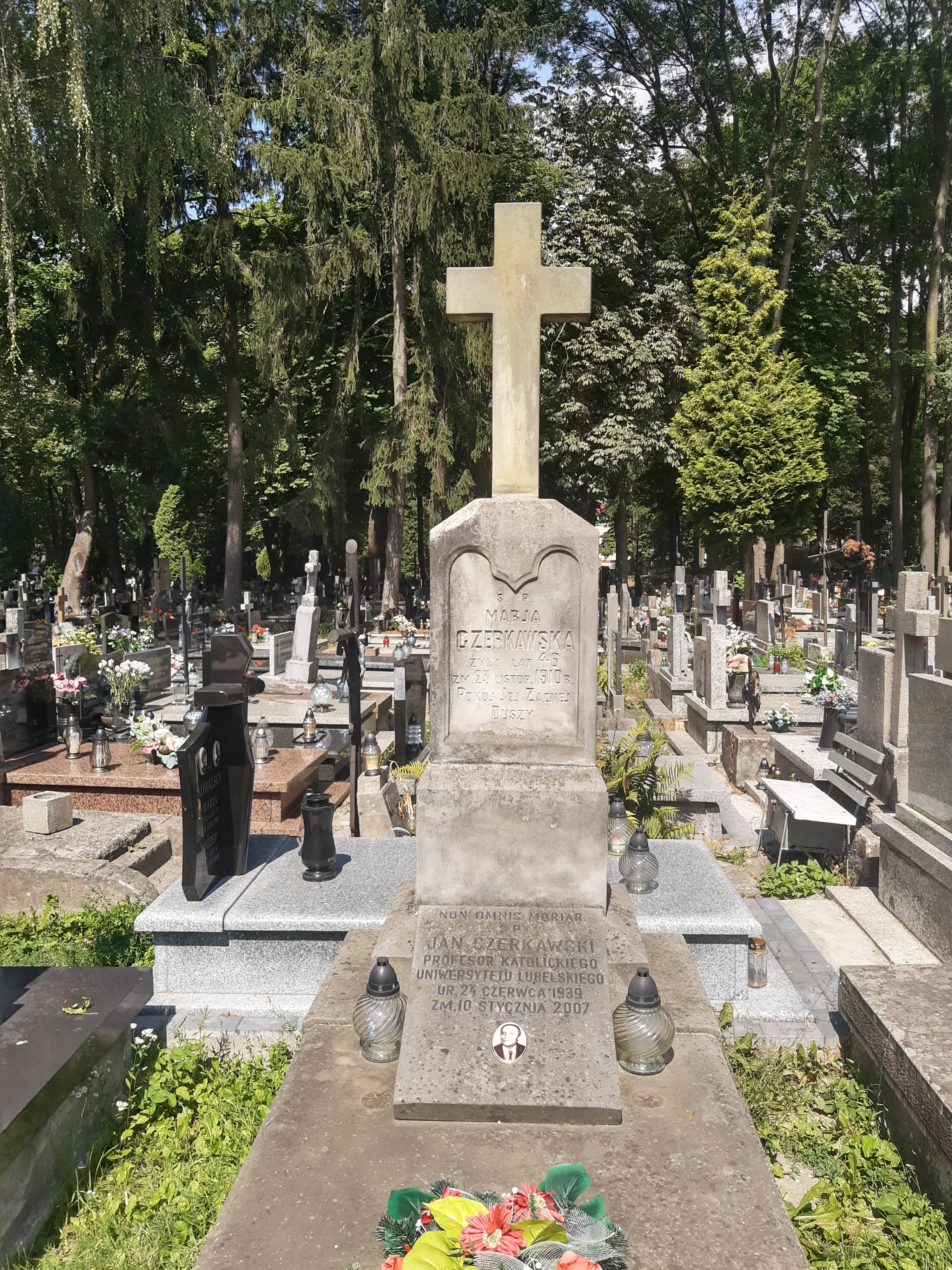
Grób prof. Jana Czerkawskiego na cmentarzu przy ulicy Lipowej

## Wybrana bibliografia
- 1978: Z dziejów myśli św. Tomasza z Akwinu
- 1992: Humanizm i scholastyka. Studia z dziejów kultury filozoficznej w Polsce w XVI i XVII wieku
- 1994: Zagadnienie godności człowieka
- 2006: Stefan Swieżawski. Osoba i dzieło